# Ich bin Legende (Film)
Ich bin Legende (Originaltitel: The Last Man on Earth) ist ein Science-Fiction- und Horrorfilm aus dem Jahr 1964 mit Vincent Price in der Hauptrolle. Die Handlung basiert auf dem Science-Fiction-Roman I Am Legend (deutscher Buchtitel: Ich bin Legende) von Richard Matheson. 
Trotz Horrorfilm-Star Vincent Price ist der Film heute beinahe in Vergessenheit geraten. Allerdings gilt er als stilistisches Vorbild für George A. Romeros Genreklassiker Die Nacht der lebenden Toten und war somit wegweisend für die Entwicklung des modernen Horrorfilms. Des Weiteren entstanden drei Neuverfilmungen.

## Entstehung
Ursprünglich sollte The Last Man on Earth in den 1950er Jahren ein Projekt der britischen Produktionsfirma Hammer werden. Wegen heftiger Bedenken der britischen Zensurbehörde BBFC entschied man sich dort allerdings gegen die Verfilmung und überließ das Skript ihrem US-Partner Robert L. Lippert senior, der den Film schließlich im Januar 1963 in Italien produzierte.
Drehorte waren unter anderem der Palazzo della Civiltà Italiana und der Wasserturm Torre piezometrica dell’Eur im Stadtviertel EUR sowie die Kirche San Pio X alla Balduina in Rom.
Das Drehbuch entstand auch unter Beteiligung des Romanautors, der dafür ein Pseudonym benutzte.

## Handlung
Nach einer globalen Seuche sind alle Menschen auf der Welt umgekommen und als vampirartige Kreaturen auferstanden. Robert Morgan, der einzige Überlebende, führt ein eintöniges Leben. Er verbringt seine Tage mit dem Beschaffen von Benzin und Nahrung, mit dem Sichern seines Hauses mit Knoblauchkränzen und dem Anfertigen von Holzpflöcken. Außerdem fährt er systematisch seine Heimatstadt ab und tötet die Ungeheuer, die bei Nacht durch die Straßen wandern. Die Körper der getöteten Kreaturen zerstört er in einer Verbrennungsgrube, die die Regierung ausgehoben hatte, um die durch die Epidemie Umgekommenen zu verbrennen.
Vor drei Jahren, als die Katastrophe begann, war er Wissenschaftler und versuchte, ein Heilmittel für die geheimnisvolle Krankheit zu finden. Als aber seine kleine Tochter starb und zu der Verbrennungsgrube gebracht und seine Frau zum Vampir wurde, woraufhin sie versuchte, ihn zu töten, gab er die Forschung auf und verbarrikadierte sich in seinem Haus. Seitdem lässt er seine Trauer und seinen Zorn an den Kreaturen aus, die er tagsüber tötet.
Eines Tages begegnet er einer vermeintlich gesunden Frau, doch es stellt sich heraus, dass auch sie infiziert ist. Sie erklärt, dass sich die Infizierten in zwei Gruppen aufteilen, die Einen sind gestorben und als blutgierige Ungeheuer auferstanden, die Anderen haben eine Möglichkeit durch Injektionen gefunden, trotz der Veränderung ein mehr oder weniger normales Leben zu führen. Außerdem konfrontiert sie Morgan mit der Tatsache, dass er auch bereits viele der „neuen Menschen“, wie sie sich nennen, ermordet hat, da auch sie sich bei Tag vor der Sonne verstecken müssen. Außerdem haben deren Anführer sie zu ihm geschickt, um ihn abzulenken, bis sie eintreffen, um ihn zu töten. Morgan, der vermutet, dass er aufgrund eines früheren Bisses durch eine Fledermaus immun gegen das Virus ist, überträgt mit einer Bluttransfusion sein Blut auf die Frau. Sie ist darauf wieder völlig genesen.
Die Frau erkennt, dass er es nicht besser wusste, und verhilft ihm zur Flucht vor den "Neuen Menschen", doch sie sind bereits angekommen und verletzen ihn schwer. Er flüchtet in eine Kirche und beobachtet auf dem Weg dorthin überall „neue Menschen“, die die Vampirkreaturen scharenweise vernichten. In der Kirche stellen sie ihn und spießen ihn mit einer Eisenstange auf. Die Frau weiß, dass ihr Blut die „neuen Menschen“ retten wird.

## Rezensionen
Eine Rezension auf OFDb beschreibt The Last Man on Earth als atmosphärisch dichte Dystopie, die trotz begrenzten Budgets eine beklemmende Endzeitstimmung erzeugte. Die Inszenierung durch Sidney Salkow und Ubaldo Ragona nutze die verwaisten Stadtlandschaften effektiv, um die Isolation des Protagonisten zu unterstreichen. Der Film folge einem gemächlichen Erzähltempo, das den Stillstand der postapokalyptischen Welt widerspiegle. Eine ausführliche Rückblende erläutere die Ursachen der Pandemie, wobei der Film eine zusätzliche gesellschaftliche Ebene einführe, die zwischen Morgan und den Untoten existiert. Diese werde jedoch nur oberflächlich behandelt, was dem Film eine gewisse dramaturgische Flachheit verleihe. Vincent Price trage den Film weitgehend allein und überzeuge durch seine charismatische Darstellung, auch wenn seine Figur emotional unterkühlt wirke. Die Ausstattung sei einfach gehalten, insbesondere das Labor und die Außenszenarien, was jedoch der Atmosphäre keinen Abbruch tue. Insgesamt wird The Last Man on Earth als gelungene Adaption von Richard Mathesons Roman I Am Legend angesehen, die trotz kleinerer Schwächen durch ihre Stimmung und die Darstellung von Price überzeuge.
Die Kritik von Peter Osteried auf Kino-Zeit.de beschreibt The Last Man on Earth als düstere, stilistisch interessante Verfilmung von Richard Mathesons Roman. Trotz begrenzter Mittel werde eine bedrückende Atmosphäre erzeugt. Vincent Price überzeuge als tragischer Held, wobei der Film durch seine ruhige Erzählweise und gesellschaftskritischen Untertöne punkte. Die Inszenierung hebe sich durch ihre Nähe zur literarischen Vorlage ab. Die deutsche Synchronfassung wird als schwach kritisiert. Die Stimmen wirken unpassend und nehmen der Figur Robert Morgan die Tiefe, was besonders Vincent Prices melancholischem Spiel schade. Dadurch verliere der Film in der deutschen Version spürbar an Atmosphäre und emotionaler Wirkung.

## Veröffentlichung
Am 14. August 2009 erschien der Film erstmals in deutscher Synchronisation auf DVD. In der deutschsprachigen Tonspur wurde die Hauptfigur wieder auf Neville, den Originalnamen der Romanvorlage, umbenannt. Am 7. April 2017 erschien der Film unter dem Titel Ich bin Legende - Last Man on Earth erneut deutschsprachig auf DVD und Blu-ray.

## Synchronisation
Die erste Synchronfassung entstand im Synchronstudio F. Homann in Coesfeld.
| Rolle             | Darsteller           | Synchronsprecher (DVD 2009) | Synchronsprecher (Blu-ray 2017) |
| ----------------- | -------------------- | --------------------------- | ------------------------------- |
| Dr. Robert Morgan | Vincent Price        | Hans Bayer                  | Martin L. Schäfer               |
| Gouverneur        | Antonio Corevi       | Hans Bayer                  |                                 |
| Ruth Collins      | Franca Bettoia       | Laura Guizzy                | Suzanne Vogdt                   |
| Virginia Morgan   | Emma Danieli         |                             | Elettra de Salvo                |
| Ben Cortman       | Giacomo Rossi Stuart | Markus Kloster              | Fabian Dünow                    |
| Dr. Mercer        | Umberto Raho         | Freddy Homann               |                                 |
| Fernsehreporter   | Ettore Ribotta       | Freddy Homann               |                                 |

## Neuverfilmungen
- 1971 kam eine Neuverfilmung mit dem Titel Der Omega-Mann mit Charlton Heston in der Hauptrolle ins Kino.
- 2007 kam eine Neuverfilmung mit dem Titel I Am Legend mit Will Smith in der Hauptrolle ins Kino, bei der Francis Lawrence Regie führte.
- Im Zuge des Erfolgs dieser Neuverfilmung produzierte die auf Mockbuster spezialisierte US-Produktionsfirma The Asylum den Direct-to-Video-Film I Am Omega mit Mark Dacascos in der Hauptrolle.